# Monstera glaucescens
Monstera glaucescens là một loài thực vật có hoa trong họ Ráy (Araceae). Loài này được Croat & Grayum mô tả khoa học đầu tiên năm 1997.